# Gerson Filho
Gerson Argolo Filho (Penedo, 12 de maio de 1915 – Aracaju, 6 de março de 1991) foi um sanfoneiro brasileiro.

## Biografia e carreira
Gerson Filho nasceu na Fazenda Mundéis, no Estado de Alagoas, no dia 12 de maio de 1915. Com 6 anos de idade, Gerson ficou muito impressionado ao ver o sanfoneiro Zé Moreno tocando e algum tempo depois pediu a Zé para fazer parte do seu conjunto. 
Gerson Filho começou tocando Ganzá no conjunto de Zé Moreno, com quem aprendeu os primeiros acordes da sanfona. Aproveitando os intervalos nos bailes, o músico foi se aperfeiçoando e logo surgiria sua primeira oportunidade, quando Zé Moreno foi contratado para tocar em dois bailes no mesmo dia e pediu a Gerson para iniciar tocando em um deles. Gerson desempenhou muito bem o seu papel e daí em diante começaria sua carreira tocando nos bailes e animando festas naquela região. 
No início do ano de 1950, Gerson Filho migrou para o Rio de Janeiro com a finalidade de melhorar sua condição de vida. Conheceu os artistas Venâncio e Corumba e com o apoio da dupla conseguiu gravar seu primeiro disco na gravadora “Todamérica” no ano de 1953. Este disco foi um 78RPM com 2 Faixas: "Quadrilha da Cidade" e o baião “Catingueira no Sertão".
Em 1954, venceu o concurso de calouros "Caminho da vitória" na Rádio Guanabara, sendo logo em seguida contratado pela emissora. No mesmo ano, lançou os baiões: "Baião do soldado" e "Baião em Caxias", a polca "Casa Velha", todas de sua autoria e a rancheira "Marombando", com Salvador Miceli, entre outras composições. 
Em 1969, Gerson Filho, já casado com Clemilda, retornou para o Nordeste e foi morar em Aracaju, capital do Estado de Sergipe; nessa altura já era um Artista consagrado nacionalmente. Gerson Filho deixou uma discografia de mais de 40 LPs gravados.
Gerson Filho é considerado o pioneiro na composição de músicas personalizadas para grupos folclóricos e quadrilhas juninas. Como é o caso da música Quadrilha do Cabo que possui duas versões uma completa e marcada e outra apenas instrumental e que é considerada uma das mais importantes músicas instrumentais do seguimento junino de todos os tempos.

### Morte
Gerson faleceu em 6 de março de 1991 em Aracaju, Sergipe.